# Волковысское сражение
Волковысское сражение произошло 2 (14) — 4 (16) ноября 1812 года на южном фланге военных операций во время Отечественной войны. В ходе него корпуса Ренье и Шварценберга нанесли поражение русскому корпусу Остен-Сакена.

## Предыстория
Южный фланг вторжения французской армии на территорию Российской империи прикрывали XII австрийский корпус К. Шварценберга  и VII саксонский корпус Ренье. Летом 1812 года им противостояла 3-я армия Тормасова. В ходе кампании действия Шварценберга отличались большой осторожностью, поэтому ему удалось избежать крупных столкновений с русскими войсками, за исключением сражения при Городечно.
В сентябре 3-я армия объединилась с подошедшей Дунайской армией адмирала П. В.Чичагова. Объединённая армия под командованием Чичагова получила численное превосходство и с боями вытеснила войска Шварценберга за Западный Буг. Вскоре Чичагов получил приказ Кутузова двигаться на Минск. Его армия выступила на Слоним; арьергардом у Бреста расположился корпус Ф. В.Остен-Сакена (27 000 человек) для наблюдения за расположенными у Дрохичина корпусами Ренье и Шварценберга, с целью прикрытия тыла армии, наступавшей к Березине. Узнав о движении армии Чичагова, Шварценберг пересёк Западный Буг и двинулся вслед, с целью остановить ее или задержать её движение, выставив заслоном против Сакена корпус Ренье. Сакен решил идти по следам Шварценберга и 22 октября (3 ноября) выступил из-под Бреста двумя колоннами. Обе армии двигались на северо-восток; Сакен преследовал Ренье. Ренье вынужден был остановиться у Волковыска для прикрытия своих обозов и предоставления отдыха утомленным войскам. Сакен решил напасть следующей ночью.

## Ход сражения
Вечером 2 (14) ноября, в метель, колонны корпуса Сакена атаковали Волковыск, застав саксонцев врасплох. Город был быстро захвачен, противник выбит из города, но перестрелка продолжалась всю ночь. Обоз и канцелярия штаба Ренье достались русским. С рассветом саксонцы пробовали вновь овладеть горевшим городом, но безуспешно. Весь день продолжались бои. Шварценберг, получив известие о сражении, остановил свой корпус в Слониме и отправил часть подразделений к Волковыску.
В 10 часов утра 4 (16) ноября Сакен ударил в левый фланг саксонцев, но в это время русские разъезды донесли, что расположенный в тылу Изабелин занят противником, который захватил обозы и госпиталь. Авангард австрийского корпуса (3000 кавалеристов под командованием Франца Фрелиха) мог легко занять единственный мост через реку Россь, поэтому Сакен начал отступление на юго-запад, в сторону Гнезно и Свислочи.
Корпус Ренье приступил к преследованию корпуса Сакена, который с арьергардными боями отступил в Брест, а затем на Волынь, потеряв в итоге до 10 000 человек. Несмотря на поражение, Сакеном была достигнута главная цель: не допустить преследования корпусами противника армии Чичагова, направлявшейся к Березине.